# Stała cena książki
Stała cena książki – rodzaj ujednolicenia ceny detalicznej w odniesieniu do książek. Może obowiązywać na podstawie porozumienia branżowego między wydawcami a księgarzami lub regulacji ustawowej. Na ich mocy wydawca wyznacza cenę końcową książki, która będzie obowiązywać podczas sprzedaży detalicznej przez określony czas po jej premierze.
Celem stosowania stałych cen jest ograniczenie rywalizacji cenowej na rynku książki i ochrona tradycyjnych księgarń przed konkurencją sieci księgarskich, supermarketów oraz sprzedawców internetowych oferujących książki w niższych cenach.

## Nazwa
Dla ustawowych i wewnątrzbranżowych rozwiązań ograniczających konkurencję cenową na rynku książki używa się określeń stała, jednolita lub sztywna cena książki (ang. fixed book price, fr. prix unique du livre, niem. Buchpreisbindung). W praktyce jednak większość regulacji tego typu wprowadza system cen minimalnych poprzez ustalanie wysokości rabatu, której nie mogą przekroczyć sprzedawcy detaliczni. W języku polskim dla prawnej regulacji tego typu używa się także określenia ustawa o książce.

## Zasada działania
Podstawowym zadaniem stałej ceny jest promowanie konkurencji niecenowej pomiędzy dystrybutorami książek. W państwach, w których przyjęto system stałej ceny, wydawcy są zobligowani do wyznaczenia ceny detalicznej publikowanych przez nich książek (dopuszczalne są różnice w cenach dla różnych wydań tego samego tytułu, np. książek w twardej lub miękkiej oprawie). W zależności od treści poszczególnej ustawy lub porozumienia, system stałej ceny całkowicie uniemożliwia sprzedawcom detalicznym sprzedaż książki w niższej cenie lub tylko ogranicza konkurencję i zezwala na sprzedaż za cenę detaliczną nie mniejszą niż 5–15% od ceny ustalonej przez wydawcę. Po upływie czasu określonego w ustawie lub porozumieniu detaliści mogą sprzedawać dane książki w dowolnej cenie. Przyjęte regulacje określają także przywileje rabatowe, dotyczące zazwyczaj zamówień dla szkół i bibliotek oraz handlu podczas targów książki.
Przesłanką tego typu regulacji jest wyrównanie szans tradycyjnych księgarń konkurujących z sieciami księgarskimi, sklepami wielkopowierzchniowymi i sprzedawcami internetowymi. Gęsta sieć księgarń o szerokiej, ambitnej ofercie książek jest uważana za podstawowy warunek dla rozwijania i podtrzymywania postaw czytelniczych w społeczeństwie. Zwolennicy stałej ceny twierdzą, że księgarnie zapewniają książkom promocję poprzez ekspozycję książek, udzielanie klientom możliwości ich obejrzenia bez dokonania zakupu oraz profesjonalne doradztwo. Po skorzystaniu z tych usług klienci mogą być jednak motywowani by zakupić książkę u sprzedawców oferujących ją w niższej cenie. Ujednolicenie cen ma więc przeciwdziałać efektowi gapowicza na rynku księgarskim, tzn. odnoszeniu zysków przez sprzedawców, którzy nie świadczą takich usługi i nie mieli wkładu w przekonanie klienta do zakupu, a także motywować wszystkich sprzedawców do poprawy obsługi klientów.

## Historia
Kraje, w których ceny książek regulowane są przez prawo.
     Kraje, w których ceny książek regulowane są przed porozumienia branżowe.
     Kraje bez regulacji cen książek
     Brak danych.

Kraje, w których ceny książek regulowane są przez prawo.
Kraje, w których ceny książek regulowane są przed porozumienia branżowe.
Kraje bez regulacji cen książek
Brak danych.

Początkowo stała cena książki była stosowana tylko na podstawie porozumień wewnątrzbranżowych. Pierwszym krajem, w którym pojawiła się idea by ujednolicić końcową cenę książki u wszystkich sprzedawców była Wielka Brytania. W 1829 roku brytyjscy wydawcy przyjęli porozumienie mające ograniczyć rabaty nakładane przez księgarzy. Podobne rozwiązanie przyjęto w 1837 w Danii i w 1888 w Niemczech. W 1889 roku Cercle de la librairie, główny związek zawodowy zrzeszający podmioty francuskiego rynku książki, podjął próbę unormowania relacji między księgarzami i wydawcami, na mocy której druga strona ustalała rekomendowane ceny detaliczne książek. W 1900 roku weszło w życie brytyjskie porozumienie Net Book Agreement. Pierwsza próba ujednolicenia cen poprzez regulacje prawne została podjęta we Francji w 1924 roku, kiedy rządowy dekret nałożył na wydawców obowiązek ustanawiania cen rekomendowanych.
Od lat 70 XX wieku urzędy ochrony konkurencji w większości państw zaczęły uznawać porozumienia branżowe polegające na ustalaniu przez producentów cen detalicznych za niezgodne z prawem konkurencji i szkodliwe dla konsumentów. Z tego powodu zakazano stosowania stałej ceny książki w Australli, Finlandii, Szwecji i Wielkiej Brytanii. Ustalania cen detalicznych przez producentów zabrania także artykuł 81 Traktatu ustanawiającego Wspólnotę Europejską oraz późniejszy 101 Traktatu o funkcjonowaniu Unii Europejskiej, jednak ze względu na przekonanie o szczególnej roli książki i tradycyjnych księgarń Komisja Europejska dopuszcza wprowadzenie w poszczególnych państwach członkowskich stałych cen książki.
Współcześnie większość systemów stałej ceny funkcjonuje w ramach ustawy, ponieważ w tej formie nie budzą zastrzeżeń państwowych organów ochrony konkurencji. Zwolennicy stałej ceny uważają także, że ustawowa regulacja lepiej spełnia swoje zadanie, gdyż zobowiązuje do jej stosowania wszystkich sprzedawców na terenie kraju w którym obowiązuje, a nie tylko tych, którzy przystąpili do porozumienia. Pierwsza ustawa o jednolitej cenie książki została wprowadzona w Hiszpanii w 1975 roku.
We Francji w 1979 dekrety wydane przez ówczesnego ministra gospodarki, René Monory’ego, zakazały zawierania porozumień branżowych o stałej cenie książki. Wycofanie dekretów Monory’ego było jednym z haseł kampanii prezydenckiej François Mitterranda w 1981 roku. Po jego zwycięstwie w sierpniu tego samego roku wprowadzono prawny obowiązek stosowania stałych cen poprzez tzw. ustawę Langa (fr. loi Lang, od nazwiska ówczesnego ministra kultury, Jacka Langa).
W Polskiej Rzeczypospolitej Ludowej ceny ustalone przez wydawnictwa były obowiązujące we wszystkich księgarniach. W trakcie ustrojowej i gospodarczej transformacji nastąpiła liberalizacja rynku księgarskiego, w wyniku której sprzedawcy mogą samodzielnie decydować o cenach książek. Porozumienia branżowe narzucające przez wydawców cenę detaliczną są zabronione przez obowiązujące w Polsce prawo konkurencji. Próby wprowadzenia ustawy o stałej cenie książki były podejmowane w 2004 przez Instytut Książki, 2009 przez Ogólnopolskie Stowarzyszenie Księgarzy oraz w 2015 i 2017 przez Polską Izbę Książki.

## Za i przeciw
Rozwiązanie wzbudza kontrowersje i jest przedmiotem dyskusji prawodawców, prawników, ekonomistów oraz przedstawicieli branży księgarskiej i wydawniczej. W części krajów kontynentalnej Europy (Francja, Niemcy) ustawa o stałej cenie uznawana jest za ważne, elastyczne i efektywne narzędzie utrzymywania silnego i zrównoważonego rynku książki. W kręgu anglosaskim i skandynawskim idea jest często uznawana za irracjonalną i nieproduktywną, stojącą w sprzeczności wobec reguł gospodarki wolnorynkowej. Zwolennicy regulacji argumentują, że książka jest dobrem kultury domagającym się opieki ze strony państwa, a prawa wolnego rynku nie znajdują ścisłego zastosowania w obrębie przemysłów kreatywnych związanych z rynkiem książki.
Stała cena książki zdaniem jej zwolenników jest też zachętą dla wydawców do stosowania tzw. kalkulacji mieszanej – dotowania niszowych publikacji o wysokiej wartości artystycznej zyskami ze sprzedaży bestsellerów. Z badań V. Ringstada i F. Fishwicka z lat 2004–2005 wynika, że skutkiem wycofania porozumień o stałej cenie książki w Wielkiej Brytanii było postępujące wypieranie księgarń niezależnych przez sieciowe, oraz obniżenie cen bestsellerów połączone z podwyższeniem cen pozostałych publikacji. W 2014 roku w objętej ustawą Langa Francji było 2500 niezależnych księgarń kontrolujących 22% całkowitej sprzedaży. Dla porównania w Wielkiej Brytanii od czasu uchylenia ustawy zamknięto 1/3 księgarń; według danych z 2014 stanowią one obecnie 4% rynku.
Upadek małych księgarń obserwowany jest także w Polsce. Ich liczba spadła z 2550 w 2009 do 1850 w 2014 roku. Wprowadzenie ustawy o stałej cenie książki ma zdaniem autorów raportu Biblioteki Analiz zatrzymać klientów w lokalnych księgarniach, zwiększyć dostępność książek i poszerzyć ofertę pod względem ilościowym i jakościowym, oraz zwiększyć bezpieczeństwo prowadzenia działalności biznesowej wydawców.
Zdaniem przeciwników ustawa o stałej cenie książki prowadzi do podwyższenia cen dobrze sprzedających się książek z zakresu literatury popularnej, a subsydiowanie niszowej literatury zyskami z bestsellerów zależy od indywidualnej polityki wydawców i nie może być uznane za wymierny skutek wprowadzenia regulacji. Zwracają także uwagę, że współcześnie dzięki powszechnemu dostępowi do zakupów internetowych oraz informacji o książkach, np. poprzez recenzje, utrzymanie księgarń nie jest już konieczne by zapewnić społeczeństwu dostęp do literatury.
Ocenę skuteczności regulacji cen utrudnia zróżnicowanie rynków wydawniczych i księgarskich w różnych krajach, na które wpływ ma także wiele innych czynników, m.in. liczba ludności, wysokość dochodów i poziom czytelnictwa. Z tego powodu międzynarodowe organizacje wydawców i księgarzy, takie jak International Publishers Association, Federation of European Publishers i European and International Booksellers Federation, nie rekomendują odgórnie stałej ceny i uznają, że jej wprowadzenie może być szkodliwe lub pożyteczne w zależności od warunków w danym państwie.